# جائزة أستراليا الكبرى 2006
جائزة أستراليا الكبرى 2006 (بالإنجليزية: 2006 Australian Grand Prix)‏ هو سباق فورمولا 1 أقيم بتاريخ 2 أبريل 2006 في حلبة سباق الجائزة الكبرى في ملبورن، أستراليا. كان الثالث من أصل 18 في بطولة العالم لسباقات الفورمولا واحد موسم 2006. حلّ الإسباني فرناندو ألونسو أولا بينما جاء الفنلندي كيمي رايكونن في المركز الثاني وحصل على المركز الثالث الألماني رالف شوماخر.